# Giovanni Arcimboldi
Giovanni Arcimboldi   (Parma, 1426 - Roma i Milà, 2 d'octubre de 1488) fou un cardenal italià i arquebisbe italià.

## Biografia
Era fill de Nicolò Arcimboldi i d'Orsina Canossa. Durant els seus primers anys d'estudi, es va graduar in utroque iure a Pavia el 1458 i posteriorment es va convertir en senador del ducat de Milà i ambaixador del duc Francesco Sforza primer, i del seu fill Galeazzo Maria després, davant el Papa. Durant aquest període, es va casar amb Briseide Pietrasanta.
Un cop vidu, s'embarca en la vida eclesiàstica esdevenint canonge a la catedral de Piacenza i protonotari apostòlic de la mà de Pau II. Va ser nomenat, per ell, bisbe de Novara el 20 de novembre de 1468, i va ocupar aquest lloc fins al seu ascens a l'arquebisbat de Milà. Giovanni Arcimboldi, a causa dels seus continus compromisos amb la cúria, mai es va ocupar del seu bisbat, deixant la cura als diferents vicaris capitulars. De fet, després de ser consagrat bisbe, va ser novament nomenat ambaixador ducal a Roma per Galazzo Maria Sforza.
Gràcies a aquests compromisos diplomàtics i sota la pressió del duc de Milà, va ser ascendit a cardenal el 7 de maig de 1473. Va rebre el títol de cardenal dels Sants Nereu i Alquileu a partir del 17 de maig de 1473, arribant a Roma el 24 de novembre del mateix any per ser nomenat oficialment en un consistori públic, rebent la porpra del cardenal el 10 de desembre. Nomenat prefecte de la Signatura Apostòlica de Gràcia i Justícia, va ocupar aquest càrrec fins a la seva mort, esdevenint també Camarlenc del Sagrat Col·legi de Cardenals des del 31 de maig de 1476, durant l'absència del cardenal Giacomo Ammannati-Piccolomini.
nomenat abat comendatari del monestir de San Benedetto di Gualdo, a la diòcesi de Nocera Umbra, optà pel títol de cardenal de Santa Prassede a partir del 30 de desembre de 1476. Novament nomenat Camerlengo del Sagrat Col·legi de Cardenals el 1482, l'any següent obtingué el diaconat de Santa Maria Nuova mantenint-lo fins a la seva mort.
Va morir a Roma el 2 d'octubre de 1488 als 62 anys i va ser enterrat a l'església de Sant'Agostino. Els seus funerals es van celebrar el 29 d'octubre de 1488 i es van celebrar en un dia (en comptes de nou com obligava la tradició) a petició específica del papa. Al Duomo de Milà avui hi ha un elegant monument erigit en memòria seva encarregat pel seu fill (o nebot), l'arquebisbe Giovanni Angelo Arcimboldi (1550-1555).